# Claudia Durchschlag
Claudia Durchschlag (* 15. August 1958 in Linz) ist eine österreichische Politikerin (ÖVP). Von Juli 2007 bis Oktober 2008 und von Februar 2010 bis November 2017 war sie Abgeordnete zum Nationalrat. Von Oktober 2009 bis Februar 2010 war sie Abgeordnete zum Oberösterreichischen Landtag.

## Leben
Die gebürtige Oberösterreicherin besuchte die Volksschule in Wöllersdorf und die Mittelschule in Wien, wo sie am Musisch-pädagogischen Realgymnasium 1976 maturierte. Nach einer Fachausbildung am AKH Wien war sie ab 1979 als Physiotherapeutin tätig.
Ab 1997 war sie sechs Jahre Mitglied des Gemeinderates von Steyr (Oberösterreich). Nach dem Wechsel ihres Wohnortes wurde sie 2003 Gemeinderätin von Neuhofen an der Krems (Traunviertel) und in der ÖVP Linz-Land Bezirksleiterin der Frauenbewegung. Seit 2004 leitet sie die Österreichische Frauenbewegung des Landes Oberösterreich.
Bei der Nationalratswahl im Oktober 2006 an einer vorderen Stelle gereiht, übernahm sie am 2. Juli 2007 das Nationalratsmandat von Maria Fekter, als diese zur Volksanwältin gewählt wurde. Durchschlag schied jedoch bereits am 27. Oktober 2008 nach der Nationalratswahl 2008 aus dem Nationalrat aus. Sie war in der Folge von 2009 bis 2010 Abgeordnete zum Oberösterreichischen Landtag und rückte am 24. Februar 2010 erneut, diesmal für Peter Sonnberger in den Nationalrat nach.
In der Legislaturperiode bis 2013 war sie Mitglied in folgenden Ausschüssen:
Ausschuss für Konsumentenschutz; Ausschuss für Menschenrechte; Ausschuss für Sportangelegenheiten; Gesundheitsausschuss; Gleichbehandlungsausschuss; Kulturausschuss.

## Auszeichnungen
- 2017: Großes Silbernes Ehrenzeichen für Verdienste um die Republik Österreich[2]
- 2019: Goldenes Ehrenzeichen des Landes Oberösterreich[3]